# Михаил Милорадовић
Михаил Андрејевић Милорадовић (рус. Михаил Андреевич Милорадович; Санкт Петербург, 12. октобар 1771 — Санкт Петербург, 26. децембар 1825) је био руски генерал, који се истакао у Наполеоновим ратовима. Потомак је српске породице Милорадовић из Херцеговине.

## Ратови до 1810.
Служио је под командом Суворова у рату против Турске и Пољске. Истакао се у рату у Италији и Швајцарској (1799). Године 1805. постао је генерал-потпуковник и учествовао је у бици код Аустерлица под Кутузовљевом командом. Истакао се много пута у Руско-турском рату (1806 — 1812).
Године 1806, награђен је мачем који је био украшен дијамантима и на коме је писало „За храброст и спашавање Букурешта“. Поново је победио Турке код Обилештија у Румунији 1807. године. После победе над Турцима 1809. код тврђаве Расеват у Бугарској, унапређен је 1810. у генерал-пуковника.

## Наполеонова инвазија Русије
Током Наполеонове инвазије Русије био је један од најистакнутијих и најуспешнијих руских команданата. У бици код Бородина предводио је резервну милицију. Касније је командовао одступницом, која је ометала француско напредовање према Москви. Кад је Наполеон почео са повлачењем из Русије, Милорадовић је победио Французе у бици код Вјазме. После тога његов корпус је постао један од најактивнијих у прогањању Наполеонове војске из Русије. У бици код Бауцена 1813, предводио је заштитницу од савезника. Приликом победе код Кулма био је у команди руско-пруског корпуса, којега је предводио и у бици код Лајпцига. Током 1814, командовао је савезничким контингентом у Холандији.

## Декабристи
Од 1818. до смрти је био војни генерал-губернатор Санкт Петербурга и командант гардијског корпуса. Приликом устанка декабриста 26. децембра 1825, кренуо је да смири декабристичке официре на Сенатском тргу. Пошто је био јако популаран замало је успео да смири устанак, када га је убио један од радикалних побуњеника Петар Каховски.